# Musikjahr 1905
Liste der Musikjahre

◄◄ | ◄ | 1901 | 1902 | 1903 | 1904 | Musikjahr 1905 | 1906 | 1907 | 1908 | 1909 | ► | ►►

Weitere Ereignisse
Dieser Artikel behandelt das Musikjahr 1905.

## Ereignisse
- 01. Januar: Gabriel Fauré wird neuer Direktor des Conservatoire de Paris.
- 13. März: Margareta Geertruida Zelle tritt auf Einladung des Industriellen Émile Guimet in seinem Museum Guimet in Paris vor einem ausgesuchten Publikum erstmals als Tänzerin Mata Hari auf. Ihr Schleiertanz wird von Anfang ein großer Erfolg.
- Thorvald Aagaard wird Organist der Freien Gemeinde Ryslinge.[1]
- Nachdem Leo Fall mit seiner Oper Irrlicht Anfang des Jahres in Mannheim ein Debakel erlebt hat, verlegt er sich auf das Verfassen von Operetten.

### Instrumentalmusik
- 25. Januar: Arnold Schönberg dirigiert im Großen Musikvereinssaal in Wien die Uraufführung seiner symphonischen Dichtung Pelleas und Melisande nach dem Drama von Maurice Maeterlinck.
- 29. Januar: Die Kindertotenlieder, ein Liederzyklus von Gustav Mahler nach Texten einer gleichnamigen Gedichtsammlung von Friedrich Rückert, haben im Wiener Musikverein ihre Uraufführung unter Leitung des Komponisten mit Friedrich Weidemann als Solist. Vier der Rückert-Lieder Mahlers werden im gleichen Konzert uraufgeführt. Die Erstausgabe erscheint noch im selben Jahr.
- 01. März: Uraufführung der Variationen und Fuge über ein Originalthema fis-Moll op. 73 von Max Reger durch Walter Fischer in der Neuen evangelischen Garnisonkirche Berlin.
- 08. März: Uraufführung von Introduktion und Allegro für Streicher op. 47 von Edward Elgar in der Queen’s Hall in London.
- 29. Mai: Uraufführung der 3. Sinfonie von Alexander Skrjabin in Paris unter Arthur Nikisch.
- 15. Oktober: Uraufführung von La Mer von Claude Debussy in Paris durch das Orchestre Lamoureux unter Camille Chevillard
- 19. Oktober: Uraufführung der revidierten (und endgültigen) Fassung des Violinkonzertes von Jean Sibelius unter Richard Strauss in Berlin.
- Sinfonie Nr. 1 Es-Dur op. 13 von George Enescu.
- Streichquartett Nr. 6 B-Dur op. 19 von Sergei Iwanowitsch Tanejew
- Drei Klavierstücke op. 34: Gavotte, Auf dem See, Walzer von Ludwig Thuille
- Sinfonie Nr. 6 Es-Dur op. 94 von Charles Villiers Stanford

### Vokalmusik
- 27. Januar: Uraufführung des Requiem für Chor, Bratsche und Harmonium oder Orgel von Giacomo Puccini durch den Chor der Mailänder Scala unter der Leitung von Aristide Venturi in der Kapelle der Casa Verdi in Mailand.
- Zu ihrem 25. Jubiläum im Jahr 1905 widmet Emil Jülich der Kölner Narren-Zunft sein Karnevalslied Ov krütz oder quer!

### Musiktheater
- 10. Februar: Die Oper Tatjana von Franz Lehár mit einem Libretto von Felix Falzari und Max Kalbeck wird am Deutschen Stadttheater in Brünn uraufgeführt.
- 13. Februar: Die Oper King Arthur von Isaac Albéniz wird in Brüssel uraufgeführt.
- 12. März: Uraufführung der komischen Oper Rè Enzo (dt. König Enzo von Ottorino Respighi)

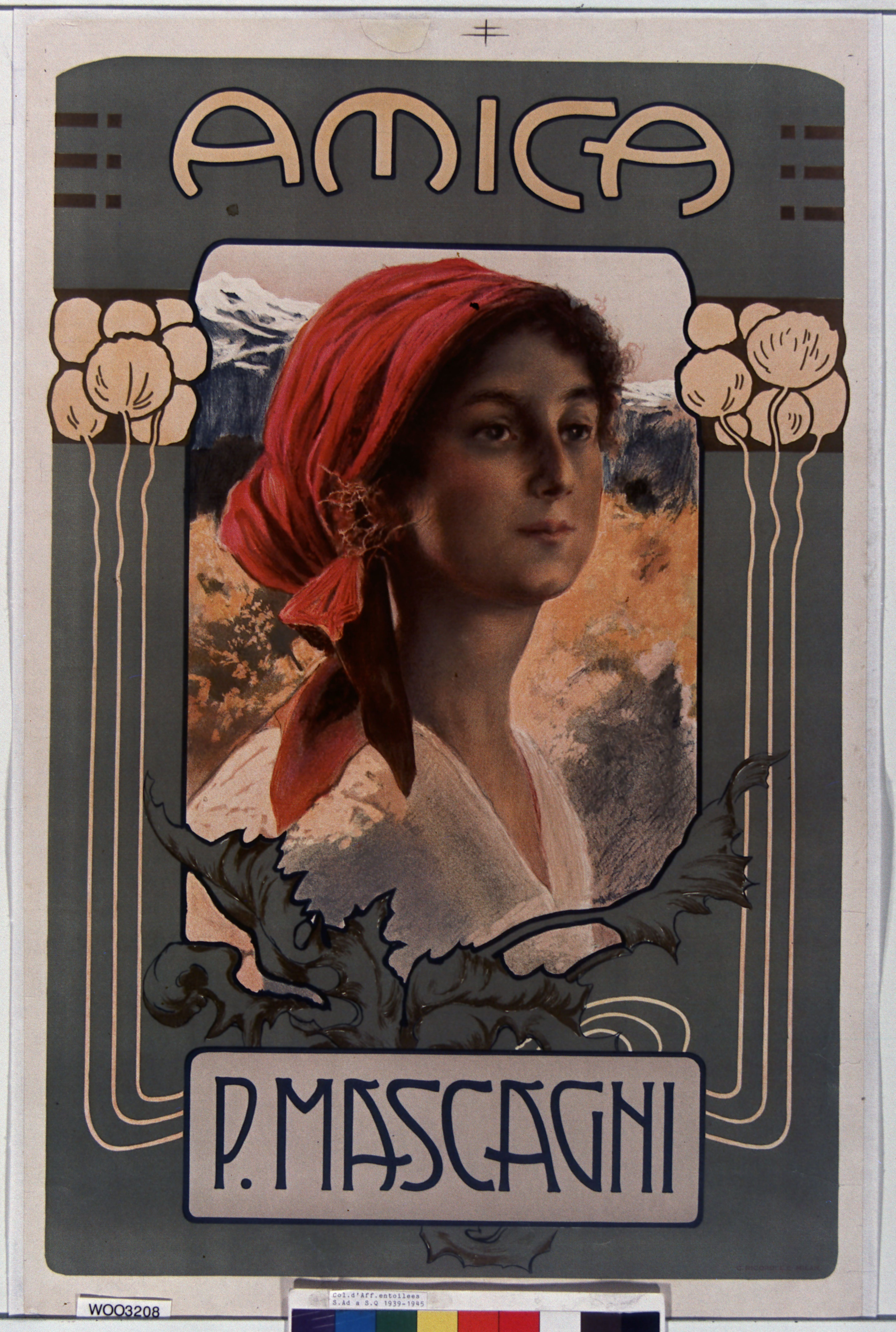
Pietro Mascagni – Amica – Poster

- 16. März: Die tragische Oper Amica von Pietro Mascagni auf das Libretto von Paul de Choudens wird am Théâtre du Casino in Monte Carlo uraufgeführt. Der Abend ist ein Triumph, doch der italienischen Premiere am 13. Mai in Rom ist geringerer Erfolg beschieden. Die Oper wird nie fester Bestandteil des Repertoires.
- 14. April: Uraufführung der komischen Oper Die Heirat wider Willen von Engelbert Humperdinck an der Königlichen Hofoper in Berlin
- 16. April: Am Nationaltheater Prag erfolgt die Uraufführung der Oper Jessika von Josef Bohuslav Foerster mit dem Libretto von Jaroslav Vrchlický nach William Shakespeares Der Kaufmann von Venedig.
- 20. April: Richard Strauss vollendet die Komposition der Literaturoper Salome zu einem Libretto nach dem gleichnamigen Drama von Oscar Wilde.
- 28. Mai: Uraufführung der Kinderoper Der Schnee-Held von César Cui in Jalta
- 22. September: Die k. u. k.-Hofzensur verbietet die Aufführung der Oper Salome von Richard Strauss an der Wiener Hofoper.
- 15. Oktober: Uraufführung der Tonbilder La mer von Claude Debussy in Paris
- 12. November: Uraufführung des musikalischen Lustspiels Flauto solo von Eugen d’Albert in Prag.
- 18. November: Uraufführung der Operette Prinzeß Rosine von Paul Lincke am Apollo-Theater in Berlin
- 28. November: Uraufführung der Operette Der Rebell von Leo Fall am Theater an der Wien in Wien. Später wurde das Werk überarbeitet und unter dem Titel Der liebe Augustin neu herausgebracht.
- 09. Dezember: Die einaktige Oper Salome von Richard Strauss nach dem gleichnamigen Drama von Oscar Wilde in der deutschen Übersetzung von Hedwig Lachmann wird mit Marie Wittich, Irene von Chavanne, Karel Burian und Karl Perron in den Hauptrollen an der Dresdner Hofoper uraufgeführt. Die musikalische Leitung hat Ernst von Schuch.
- 22. Dezember: Die Uraufführung des Balletts Der sterbende Schwan von Michel Fokine findet in Sankt Petersburg mit Anna Pawlowa als Primaballerina statt.
- 30. Dezember: Die lustige Witwe von Franz Lehár, eine Operette in drei Akten mit dem Libretto von Victor Léon und Leo Stein nach Henri Meilhacs Lustspiel L’attaché d’ambassade, wird mit Mizzi Günther und Louis Treumann in den Hauptrollen am Theater an der Wien in Wien uraufgeführt. Das Stück, das als Hauptvertreter der sogenannten „Silbernen Operettenära“ gilt, wird Lehárs erfolgreichste und bekannteste Operette.

Weitere Uraufführungen musikalischer Bühnenwerke
- Jules Massenet: Chérubin Lyrische Oper in drei Akten wird in Monte Carlo uraufgeführt.
- Giacomo Puccini: bringt die zweite und dritte Fassung seiner Oper Madama Butterfly heraus.
- Carl Michael Ziehrer: Fesche Geister Operette (in Wien uraufgeführt).
- Leo Ascher: Vergeltsgott Operette im Theater an der Wien in Wien uraufgeführt.
- Edmund Eysler: Die Schützenliesel und Pufferl (beides Operetten)
- Heinrich Berté: bringt in München die Operette Stadtregent heraus.

## Geboren

### Januar/Februar
- 02. Januar: Michael Tippett, englischer Komponist († 1998)
- 05. Januar: Gladys Merredew, britische Schauspielerin und Sängerin († 1972)
- 08. Januar: Giacinto Scelsi, italienischer Komponist († 1988)
- 12. Januar: Heinz Terworth, deutscher Tontechniker beim Film († nach 1973)
- 17. Januar: Peggy Gilbert, US-amerikanische Jazz-Musikerin, Saxophonistin und Bandleader († 2007)
- 18. Januar: Herbert de Castro, panamaischer Komponist und Dirigent († 1969)
- 19. Januar: Wladimir von Horbowski-Zaranek, georgischer Klavierpädagoge († 1989)
- 19. oder 22. Januar: Verdina Shlonsky, israelische Komponistin und Pianistin († 1990)
- 21. Januar: Eduardo Brito, dominikanischer Opern- und Zarzuelasänger (Bariton) († 1946)
- 21. Januar: Werner Neumann, deutscher Musikwissenschaftler und Bachforscher († 1991)
- 24. Januar: Karol Mroszczyk, polnischer Komponist und Musikpädagoge († 1976)
- 25. Januar: Julia Frances Smith, US-amerikanische Komponistin und Pianistin († 1989)
- 26. Januar: Joaquín Do Reyes, argentinischer Bandoneonist, Bandleader und Tangokomponist († 1987)

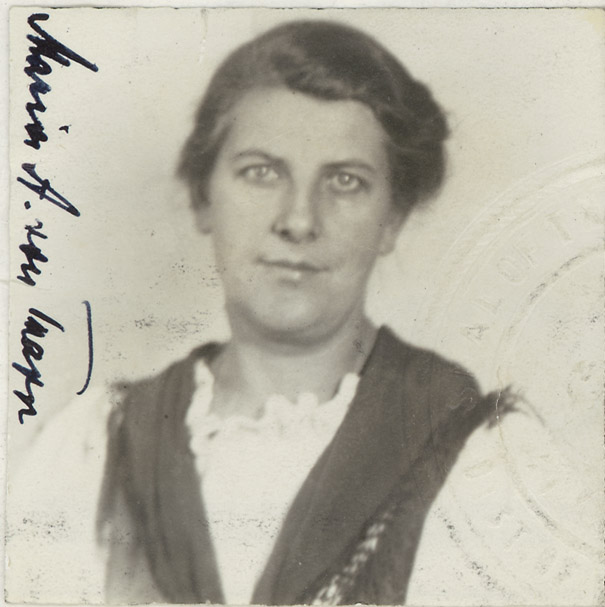
Maria Augusta von Trapp; * 26. Januar

- 26. Januar: Maria Augusta von Trapp, US-amerikanische Sängerin und Schriftstellerin († 1987)
- 27. Januar: Ricardo Tanturi, argentinischer Tangopianist, Bandleader und Komponist († 1973)
- 05. Februar: Roger Filiatrault, kanadischer Sänger (Bariton) und Musikpädagoge († 1973)
- 05. Februar: Adolfo Mejía, kolumbianischer Komponist († 1973)
- 10. Februar: Vilko Ukmar, slowenischer Komponist, Musikwissenschaftler und Hochschullehrer († 1991)
- 13. Februar: Fritz Dietrich, deutscher Musikwissenschaftler und Komponist († 1945)

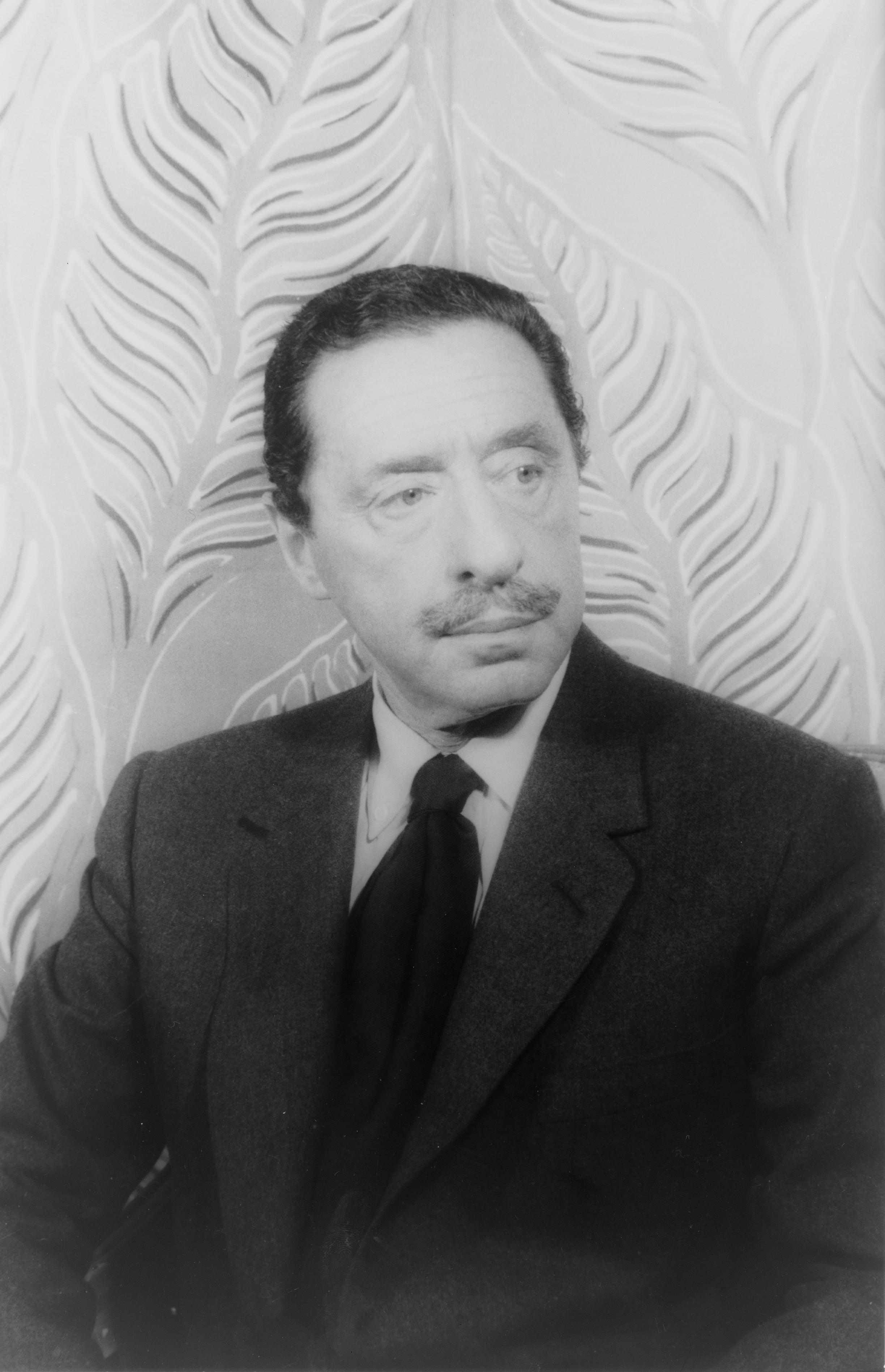
Harold Arlen; * 15. Februar

- 15. Februar: Harold Arlen, US-amerikanischer Komponist, Oscarpreisträger († 1986)
- 19. Februar: Willibald Quanz, deutscher Komponist († 1980)
- 20. Februar: Herminio Giménez, paraguayischer Komponist († 1991)
- 23. Februar: Herbert Fromm, deutsch-amerikanischer Organist, Dirigent und Komponist († 1995)
- 23. Februar: Jules Martel, kanadischer Chorleiter, Musikwissenschaftler, -pädagoge und -historiker († 1981)
- 23. Februar: Leonidas Zoras, griechischer Komponist († 1987)
- 24. Februar: La Jana, deutsche Tänzerin und Schauspielerin († 1940)
- 25. Februar: Harald Lander, dänischer Balletttänzer und Choreograph († 1971)
- 27. Februar: Walter Kochner, Sänger, Regisseur und Schauspieler († 1971)
- 28. Februar: Louis Metcalf, US-amerikanischer Jazz-Musiker († 1981)

### März/April
- 02. März: Marc Blitzstein, US-amerikanischer Komponist († 1964)
- 04. März: Pierre Pidoux, Schweizer evangelischer Kirchenmusiker und Musikwissenschaftler († 2001)
- 06. März: Bob Wills, US-amerikanischer Country-Musiker und Bandleader († 1975)
- 16. März: Hans Henning Jordan, deutscher Lautenbauer († 1979)
- 19. März: Jakow Matwejewitsch Gudkin, sowjetischer Theater- und Film-Schauspieler sowie Estrada-Künstler († 1979)
- 22. März: Carlo Alberto Pizzini, italienischer Komponist und Dirigent († 1981)

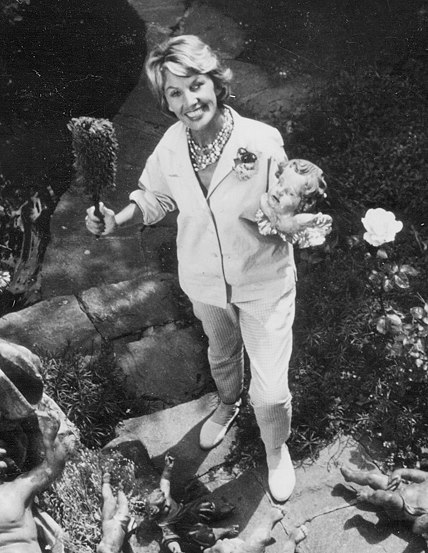
Lale Andersen; * 23. März

- 23. März: Lale Andersen, deutsche Sängerin und Schauspielerin († 1972)
- 24. März: Réal Gagnier, kanadischer Oboist und Musikpädagoge († 1984)
- 26. März: Pablo Garrido, chilenischer Komponist und Jazzmusiker († 1982)
- 27. März: Leroy Carr, US-amerikanischer Blues-Musiker († 1935)
- 28. März: Hans Rahner, österreichischer Komponist und Klaviervirtuose († 2008)
- 31. März: Big Maceo Merriweather, US-amerikanischer Blues-Musiker († 1953)
- 31. März: Stanisław Niedzielski, polnischer Pianist und Komponist († 1975)
- 01. April: Winfried Zillig, deutscher Komponist, Musiktheoretiker und Dirigent († 1963)
- 02. April: Kurt Herbert Adler, österreichisch-US-amerikanischer Dirigent († 1988)
- 02. April: Herman Walder, US-amerikanischer Musiker († 1991)
- 04. April: Eugène Bozza, französischer Komponist († 1991)
- 05. April: Jef Maes, belgischer Komponist und Professor († 1996)
- 09. April: Xiao Shuxian, chinesische Komponistin († 1991)
- 15. April: Bernard Addison, US-amerikanischer Jazz-Gitarrist und Banjo-Spieler († 1990)
- 19. April: Tommy Benford, US-amerikanischer Jazz-Musiker († 1994)
- 21. April: Grigori Borissowitsch Bernandt, litauisch-sowjetischer Musikwissenschaftler († 1978)

### Mai/Juni
- 02. Mai: Alan Rawsthorne, englischer Komponist († 1971)
- 04. Mai: Al Dexter, US-amerikanischer Country-Musiker und Songwriter († 1984)
- 04. Mai: Mátyás Seiber, ungarischer Komponist († 1960)
- 07. Mai: Bumble Bee Slim, US-amerikanischer Blues-Musiker († 1968)
- 08. Mai: Red Nichols, US-amerikanischer Jazzmusiker, Kornettist und Trompeter († 1965)
- 10. Mai: Markos Vamvakaris, griechischer Sänger, Komponist und Bouzouki-Interpret († 1972)
- 11. Mai: Joe McCoy, US-amerikanischer Blues-Gitarrist und Sänger († 1950)
- 17. Mai: Roland Gagnier, kanadischer Fagottist und Musikpädagoge († 1975)
- 18. Mai: Leo Barkin, kanadischer Pianist und Musikpädagoge († 1992)

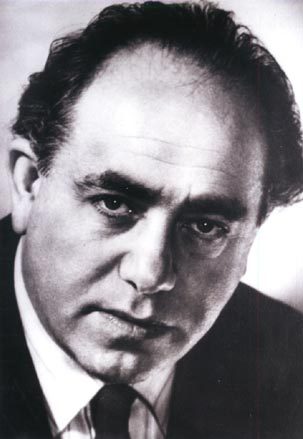
Eric Zeisl; * 18. Mai

- 18. Mai: Erich Zeisl, österreichischer Komponist und Musikpädagoge jüdischer Herkunft († 1959)
- 21. Mai: Edward Lockspeiser, britischer Musikwissenschaftler, Musikkritiker und Komponist († 1973)

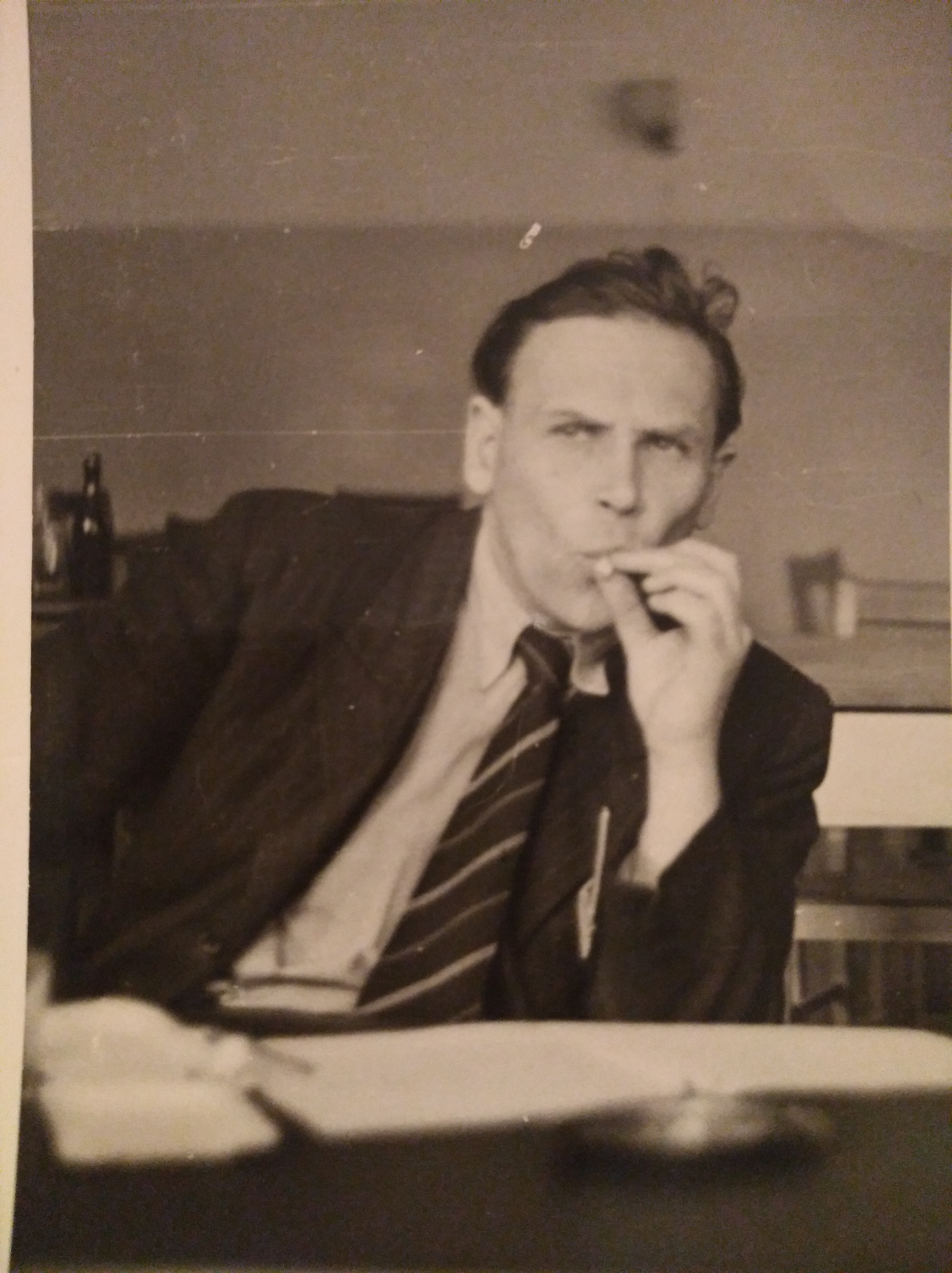
Heinrich Eckert; * 22. Mai

- 22. Mai: Heinrich Eckert, deutscher Musikwissenschaftler und Pianist († 1957)
- 29. Mai: Fela Sowande, nigerianischer Komponist, Organist und Musikpädagoge († 1987)
- 01. Juni: Dinorá de Carvalho, brasilianische Pianistin und Komponistin († 1980)
- 04. Juni: José Echániz, kubanischer Pianist, Dirigent und Musikpädagoge († 1969)
- 06. Juni: Arthur Mendel, US-amerikanischer Chordirigent, Musikwissenschaftler und -pädagoge († 1979)
- 08. Juni: Jean Fellot, französischer Organist und Musikpädagoge († 1967)
- 09. Juni: Walter Wilhelm Johann Kraft, deutscher Organist und Komponist († 1977)
- 10. Juni: Ludwig Schuster, deutscher Violinist, Violist und Hochschullehrer († 1968)
- 12. Juni (getauft): Hélène Landry, kanadische Pianistin und Musikpädagogin († 1992)
- 13. Juni: František Bartoš, böhmischer Komponist († 1973)
- 13. Juni: Doc Cheatham, US-amerikanischer Jazztrompeter († 1997)
- 13. Juni: Lesley Riddle, US-amerikanischer Musiker († 1979)
- 18. Juni: Ettore Mazzoleni, kanadischer Dirigent und Musikpädagoge († 1968)
- 18. Juni: Eduard Tubin, estnischer Komponist († 1982)
- 18. Juni: Elvino Vardaro, argentinischer Tangogeiger, Bandleader und Komponist († 1971)
- 19. Juni: Georges Mercure, kanadischer Benediktinermönch, Organist, Chorleiter und Komponist († 1993)
- 22. Juni: Walter Leigh, britischer Komponist († 1942)

### Juli/August
- 04. Juli: Dante Fiorillo, US-amerikanischer Komponist († 1995)
- 04. Juli: Marie-Thérèse Paquin, kanadische Pianistin, Musikpädagogin und Übersetzerin († 1997)
- 10. Juli: Iva Anderson, US-amerikanische Jazzsängerin († 1949)
- 11. Juli: Franz Osborn, deutscher Pianist († 1955)
- 12. Juli: Eberhard Storch, deutscher Komponist und Textdichter († 1978)
- 14. Juli: Isidro Maiztegui, argentinischer Komponist († 1996)
- 19. Juli: Boyd Neel, englisch-kanadischer Dirigent und Musikpädagoge († 1981)
- 20. Juli: Harvey Perrin, kanadischer Geiger, Bratschist, Chordirigent und Musikpädagoge († 1999)
- 21. Juli: Fritz Müller, deutscher Dirigent († 1979)
- 23. Juli: Erich Itor Kahn, deutscher Musiker († 1956)
- 01. August: Miguel Prado Paz, mexikanischer Komponist († 1987)

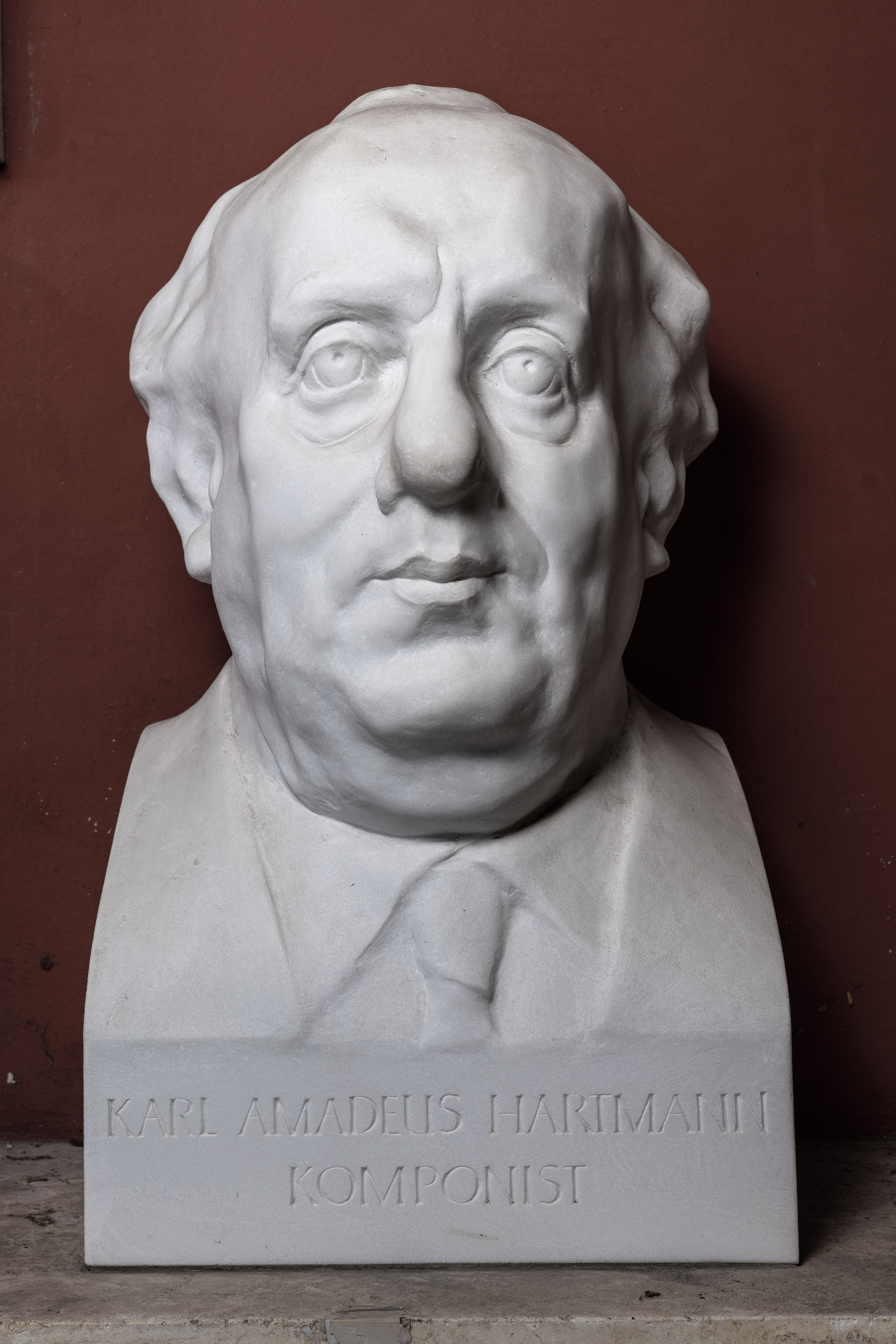
Karl Amadeus Hartmann; * 2. August

- 02. August: Karl Amadeus Hartmann, deutscher Komponist († 1963)
- 04. August: Boris Alexandrowitsch Alexandrow, sowjetischer Komponist und Chorleiter († 1994)
- 04. August: Zofia Czajkowska, polnische Musikerin und Überlebende der nationalsozialistischen Verfolgung († 1978)

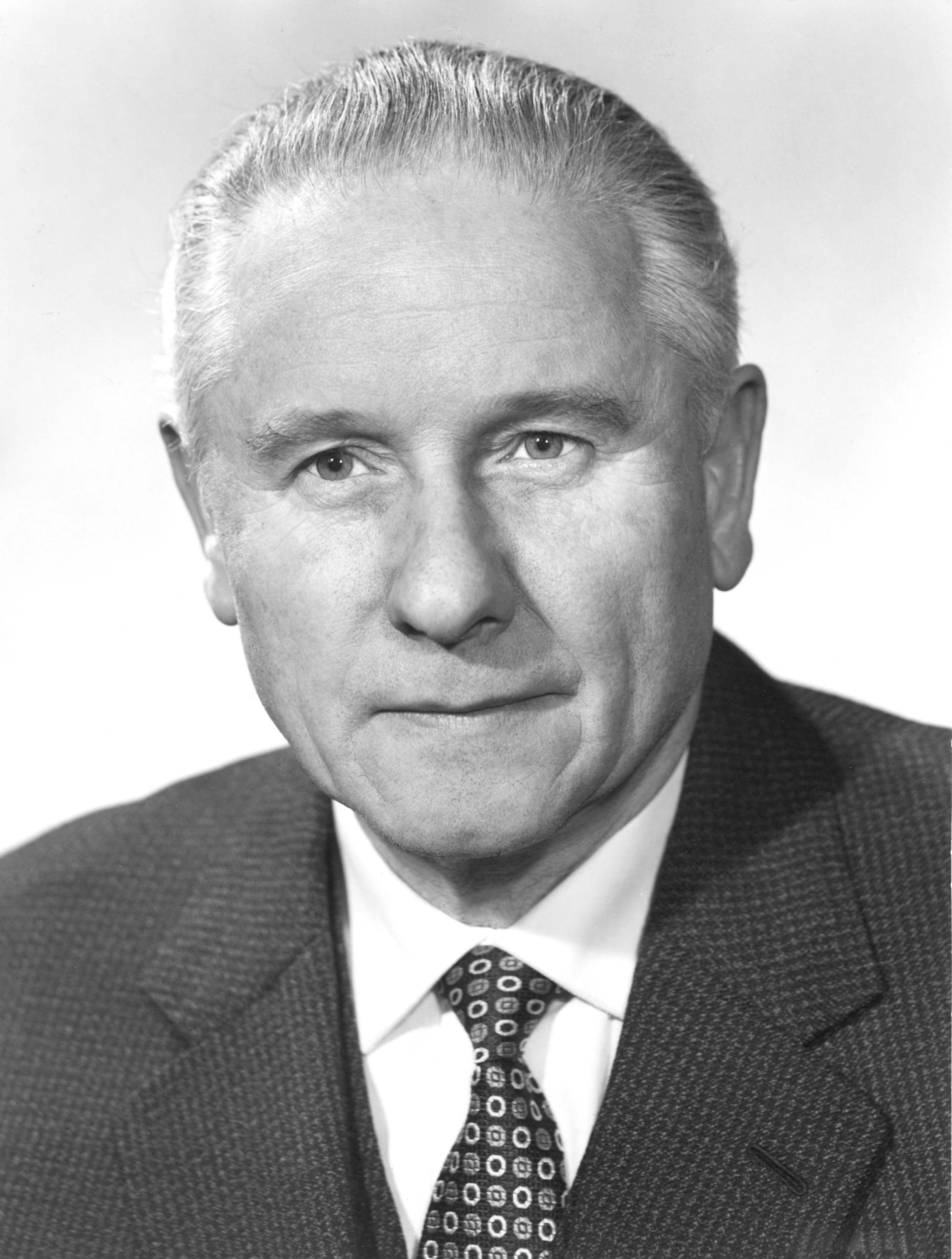
Karl Friedrich Schneider; * 4. August

- 04. August: Karl Friedrich Schneider, Schweizer Geigen- und Gitarrenbauer († 1998)
- 05. August: Ciriaco Ortiz, argentinischer Bandoneonist, Bandleader und Tangokomponist († 1970)
- 08. August: André Jolivet, französischer Komponist († 1974)
- 08. August: Carleton Sprague Smith, US-amerikanischer Musik- und Kulturwissenschaftler, Bibliothekar, Hochschullehrer und Flötist († 1994)
- 10. August: Nat Towles, US-amerikanischer Jazzbassist und Bandleader († 1963)
- 14. August: Raimund Weissensteiner, österreichischer Priester und Komponist († 1997)
- 17. August: Ada Falcón, argentinische Tango-Tänzerin, Sängerin und Filmschauspielerin († 2002)
- 18. August: Peter Kreuder, deutscher Komponist, Pianist und Dirigent († 1981)
- 20. August: Jack Teagarden, Posaunist des frühen Jazz († 1964)
- 23. August: Constant Lambert, britischer Komponist († 1951)
- 24. August: Arthur Crudup, US-amerikanischer Blues-Musiker († 1974)
- 24. August: Ricardo Malerba, argentinischer Bandoneonist, Bandleader und Tangokomponist († 1974)
- 25. August: Harold Sumberg, kanadischer Geiger, Dirigent und Musikpädagoge († 1994)

### September/Oktober
- 03. September: Meade Lux Lewis, US-amerikanischer Jazz-Musiker († 1964)
- 03. September: Wilhelm Kamlah, deutscher Musikwissenschaftler, Theologe und Philosoph († 1976)
- 04. September: Mara Jakisch, deutsche Opernsängerin und Schauspielerin († 2005)
- 05. September: Willy Schneider, deutscher Volkssänger († 1989)
- 07. September: Jorge Urrutia Blondel, chilenischer Komponist († 1981)
- 07. September: Rogelio Martínez Díaz, kubanischer Gitarrist und Sänger und Bandleader († 2001)
- 08. September: Horst Falke, deutscher Opernsänger († unbekannt)
- 13. September: Adolph Koldofsky, kanadischer Geiger († 1951)
- 16. September: Catherine Littlefield, US-amerikanische Ballerina, Choreografin und Ballettlehrerin († 1951)
- 18. September: Reginald Godden, kanadischer Pianist und Musikpädagoge († 1987)
- 22. September: Joaquín Mora, argentinischer Tangopianist, Gitarrist, Bandleader und Komponist († 1979)
- 23. September: Francisco Fiorentino, argentinischer Tangosänger und Bandoneonist († 1955)
- 26. September: William Greihs, deutscher Dirigent, Komponist und Musiker († 1984)
- 27. September: Francisco Cristancho Camargo, kolumbianischer Komponist, Arrangeur, Posaunist, Gitarrist und Orchesterleiter († 1977)
- 03. Oktober: Henri Doyen, französischer Organist und Komponist († 1988)
- 08. Oktober: Eugen Bodart, deutscher Komponist und Dirigent († 1981)

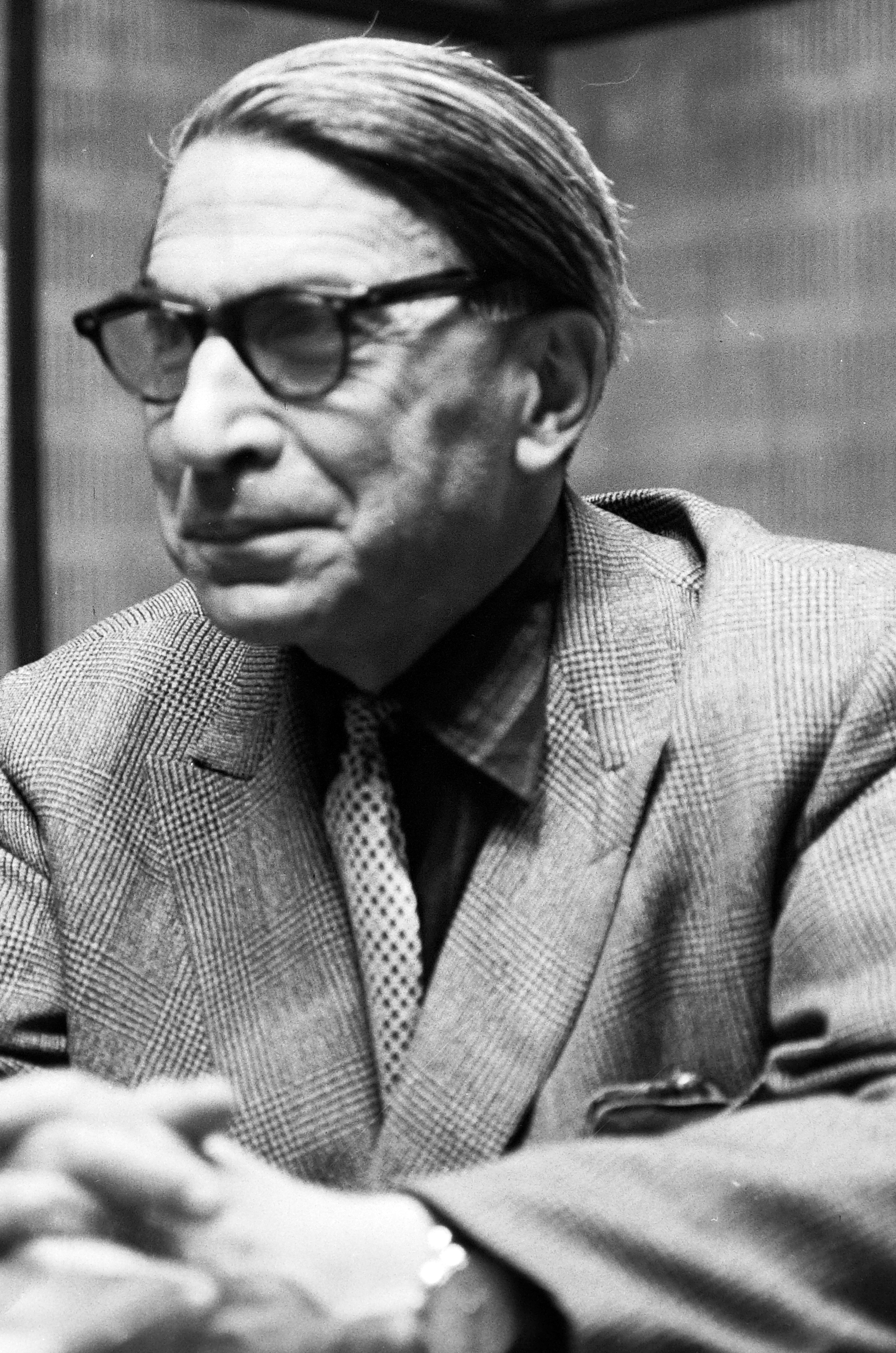
Joseph Kosma; * 12. Oktober

- 12. Oktober: Joseph Kosma, österreichischer Komponist († 1969)
- 14. Oktober: Ernst Trost, österreichischer Kirchenmusiker, Komponist, Organist und Musiklehrer († 1964)
- 15. Oktober: Aleksey Kozlovskiy, usbekisch-sowjetischer Komponist, Dirigent, Professor und Pädagoge († 1977)
- 18. Oktober: Ferry Wondra, österreichischer Kabarettist, Komiker, Sänger, Bühnen- und Filmschauspieler († 1976)
- 19. Oktober: Elsa Calcagno, argentinische Pianistin und Komponistin († 1978)
- 22. Oktober: Paul Arma, französischer Komponist, Musikethnologe und Pianist († 1987)
- 23. Oktober: Alexander Schamiljewitsch Melik-Paschajew, russisch-armenischer Dirigent († 1964)
- 24. Oktober: Otto Abel, deutscher Kirchenliedkomponist († 1977)
- 24. Oktober: Kristian Hauger, norwegischer Pianist, Orchesterleiter und Komponist der Jazz- und Unterhaltungsmusik († 1977)
- 30. Oktober: Christian Darnton, britischer Komponist († 1981)
- 30. Oktober: Bohumír Štědroň, tschechischer Musikwissenschaftler und Pianist († 1982)

### November/Dezember
- 05. November: František Babušek, slowakischer Komponist und Dirigent († 1954)
- 07. November: William Alwyn, britischer Komponist († 1985)
- 08. November: Alfred Führer, deutscher Orgelbauer († 1974)
- 14. November: Ancilla Schneider, österreichische Benediktiner-Äbtissin, Kirchenmusikerin und Komponistin deutscher Abstammung († 1976)
- 14. November: August Wenzinger, Schweizer Cellist, Gambist, Musikpädagoge und Dirigent († 1996)
- 15. November: Annunzio Mantovani, italienischer Orchesterleiter († 1980)
- 16. November: Eddie Condon, US-amerikanischer Gitarrist († 1973)

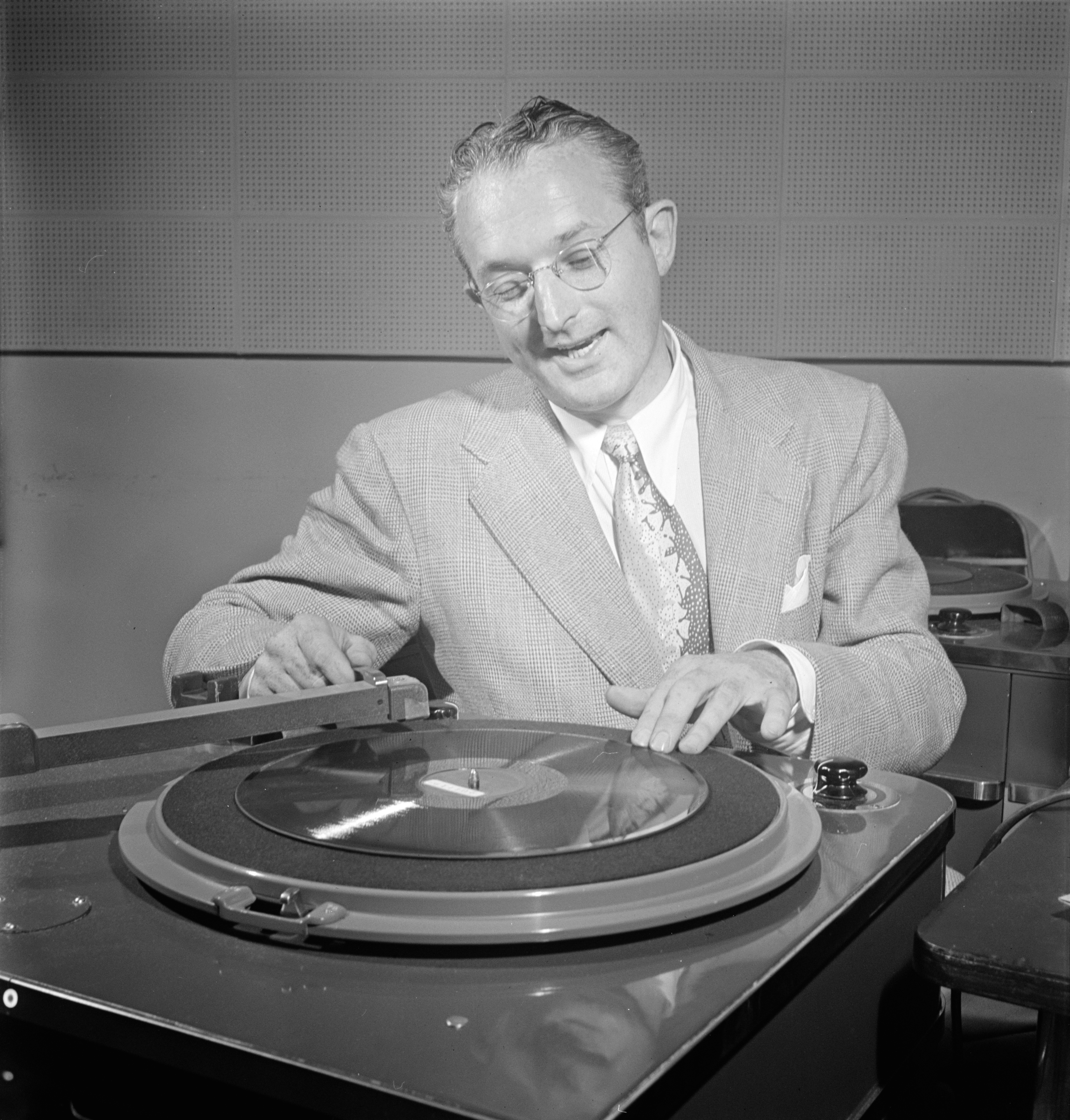
Tommy Dorsey; * 19. November

- 19. November: Tommy Dorsey, US-amerikanischer Jazz-Musiker († 1956)
- 21. November: Israil Markowitsch Jampolski, sowjetischer Musikwissenschaftler, Geiger und Pädagoge († 1976)
- 24. November: Harry Barris, US-amerikanischer Jazzmusiker (Piano, Gesang, Komposition) und Filmschauspieler († 1962)
- 28. November: Gordon Hallett, kanadischer Pianist und Musikpädagoge († 1993)
- 29. November: Willi Stech, deutscher Pianist, Bandleader und Komponist († 1979)
- 01. Dezember: Nathan Broder, US-amerikanischer Musikwissenschaftler († 1967)
- 02. Dezember: Francisco Amicarelli, argentinischer Pianist und Musikpädagoge († 1981)
- 02. Dezember: Osvaldo Pugliese, argentinischer Musiker († 1995)
- 05. Dezember: Roger Fernay, französischer Schauspieler, Dichter, Liedtexter und Verbandsfunktionär († 1983)
- 06. Dezember: Rudi Anhang, deutscher Musiker († 1998)
- 08. Dezember: Ernst Hermann Meyer, deutscher Komponist, Musikwissenschaftler († 1988)
- 15. Dezember: Ferenc Farkas, ungarischer Komponist († 2000)
- 20. Dezember: Daisy Spies, deutsche Tänzerin und Choreographin († 2000)
- 22. Dezember: Art Christmas, kanadischer Bandleader, Saxophonist und Multiinstrumentalist († 1961)
- 23. Dezember: Amédée Borsari, französischer Komponist († 1999)
- 24. Dezember: Konstantin Fjodorowitsch Dankewitsch, sowjetischer Komponist, Pianist, Dirigent und Hochschullehrer († 1984)
- 25. Dezember: Max Aronoff, US-amerikanischer Bratschist und Musikpädagoge († 1981)
- 25. Dezember: Willie „61“ Blackwell, US-amerikanischer Bluesmusiker († 1972)
- 29. Dezember: Paul Sattel, deutscher Orgelbauer († 1960)
- 31. Dezember: Jule Styne, US-amerikanischer Komponist († 1994)

### Genaues Geburtsdatum unbekannt
- Patrocinio Díaz, argentinische Folk- und Tangosängerin († 1969)
- Ahmad Murdschan, sudanesischer Musiker und Komponist († 1974)
- Lionel Parent, kanadischer Sänger und Komponist († 1980)
- Ella Philip, rumänische Pianistin und Musikpädagogin († 1976)
- Elmer Williams, US-amerikanischer Jazzmusiker († 1962)

### Geboren um 1905
- Ed Bell, auch Sluefoot Joe oder Barefoot Bill, US-amerikanischer Blues-Musiker († 1960)
- Antonio Rodríguez Lesende, argentinischer Tangosänger spanischer Herkunft († 1979)
- Qamar-ol-Moluk Vaziri, iranische Mezzosopranistin († 1959)

## Gestorben

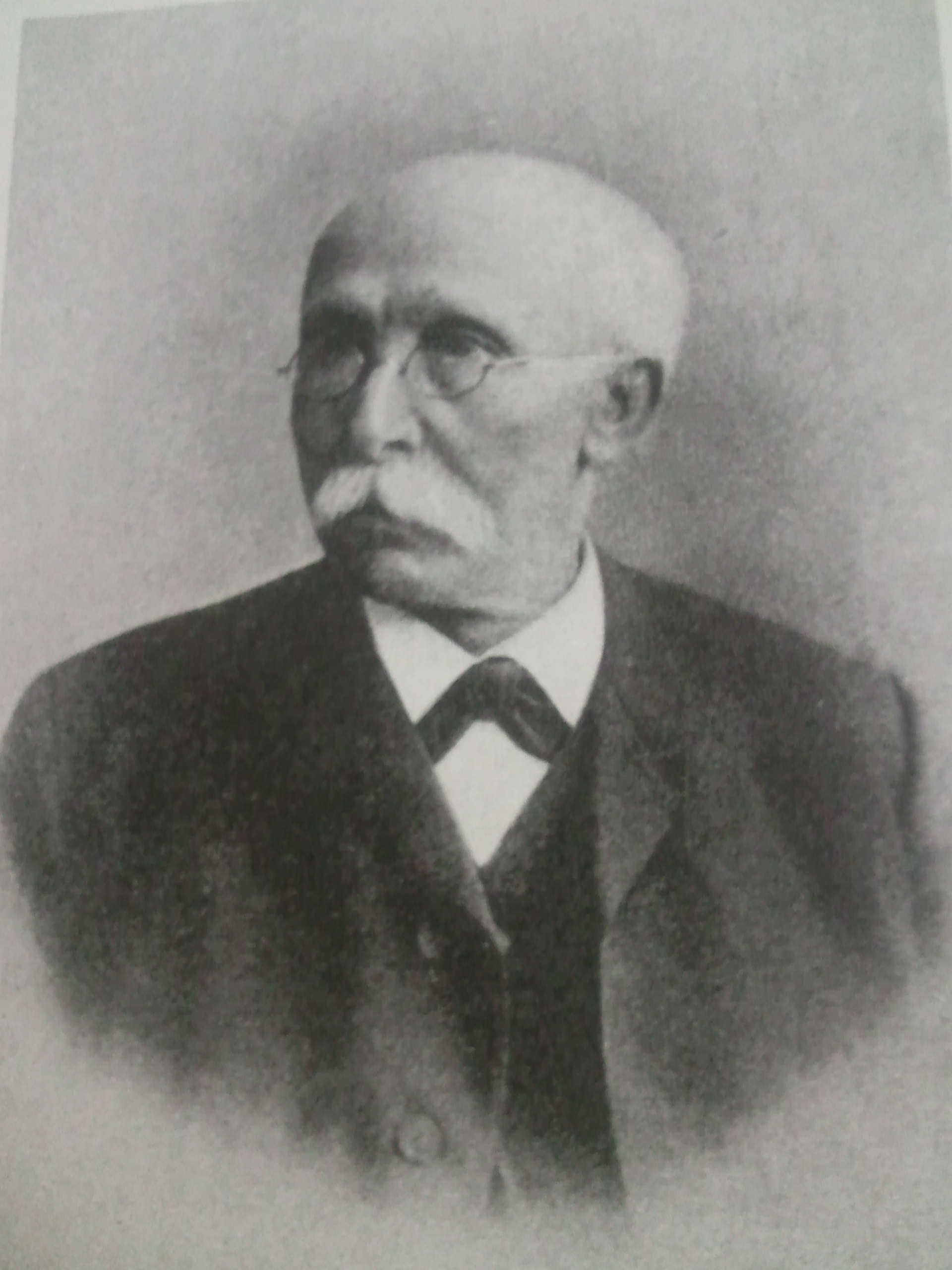
Franz Strauss; † 31. Mai

- 02. Januar: Max Dettmann, deutscher Pianist, Komponist und Hochschullehrer in Berlin (* 1863)
- 31. Januar: José Reyes, dominikanischer Komponist und Musiker (* 1835)
- 09. März: John Henry Anketell, US-amerikanischer Pfarrer, Kirchengründer und Kirchenlieddichter (* 1835)
- 12. April: Ettore de Champs, italienischer Pianist und Komponist (* 1835)
- 15. Mai: John Baptiste Calkin, englischer Komponist, Organist und Musikpädagoge (* 1827)
- 21. Mai: Émile Jonas, französischer Komponist und Kantor (* 1827)
- 31. Mai: Franz Joseph Strauss, deutscher Hornist und Komponist (* 1822)
- 04. Juni: Orla Rosenhoff, dänischer Komponist und Musikpädagoge (* 1844)
- 07. Juni: Charles Steggall, britischer Organist und Komponist (* 1826)

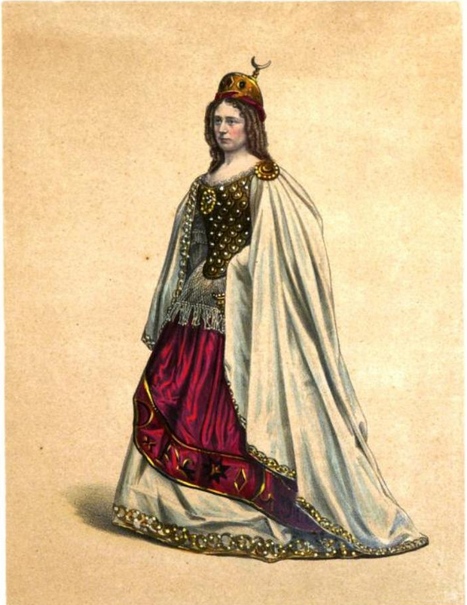
Louise Köster; † 2. November

- 30. Juni: Friedrich Ladegast, deutscher Orgelbauer (* 1818)
- 12. Juli: Jørgen Malling, dänischer Komponist (* 1836)
- 24. Juli: Johann Valentin Müller, deutscher Cellist, Musikpädagoge und Komponist (* 1830)
- 25. August: Ferdinand Langer, deutscher Cellist, Dirigent und Komponist (* 1839)
- 28. August: Ioannis Apostolou, griechischer Tenor (* 1860/1863)
- 15. September: Julio Ituarte, mexikanischer Komponist (* 1845)
- 00. September: Ferdinando Bonamici, italienischer Komponist und Musikpädagoge (* 1827)
- 30. Oktober: Jules Danbé, französischer Dirigent und Geiger (* 1840)
- 31. Oktober: Johann Caspar Willi, Schweizer Komponist und Dirigent (* 1829)
- 02. November: Louise Köster, deutsche Sängerin (* 1823)
- 09. Dezember: Henry Holmes, englischer Komponist, Geiger und Musikpädagoge (* 1839)
- 13. Dezember: Max Zottmayr, deutscher Opernsänger (* 1833)